# Réseaucratie
Est qualifié de réseaucratie un système d'organisation sociale dans lequel des personnes disposent d'un réseau social leur permettant de bénéficier d'un accès privilégié à des informations ou à des passe-droits. Ce terme est toutefois un néologisme peu usité.
Comme pour la ploutocratie, la qualification de réseaucratie relève toutefois davantage d'un argument critique dans un débat politique ou social, que d'une forme précise de régime politique à proprement parler.
Les réseaux au niveau des élites, qu'ils soient réels ou s'inscrivent dans des théories du complot, sont ainsi l'objet d'un grand nombre de polémiques, portant autour du rôle et de l'influence qu'ils possèderaient.
Les réseaux visés, pouvant être également qualifié de lobby, peuvent ainsi être de diverses natures :
- par exemple les grandes écoles ou les écoles de commerce en France sont souvent accusées d'être un lieu où les logiques de réseau sont très puissantes via notamment les réseaux d'anciens élèves.
- ils peuvent également relever d'un registre philosophique ou religieux, visant par exemple les francs-maçons ou les juifs.